# Atmega328

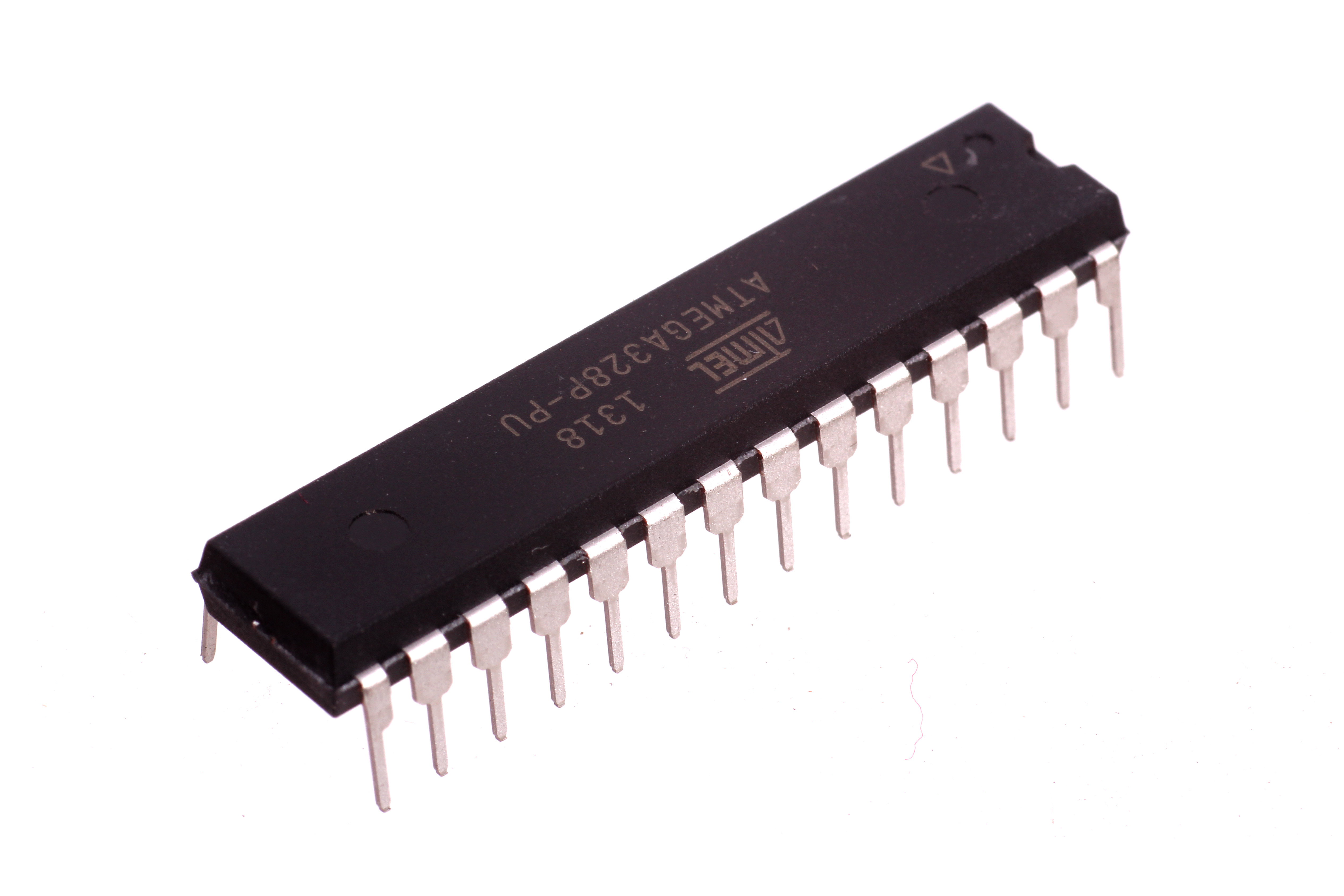
Microcontrolador ATmega328P-PU

El ATmega328p es un chip microcontrolador creado por Atmel y que pertenece a la serie megaAVR.

## Especificaciones
El Atmega328 AVR 8 bits es un circuito integrado de alto rendimiento que está basado un microcontrolador RISC, combinando 32 KB (ISP) flash una memoria con la capacidad de leer-mientras-escribe, 1 KB de memoria EEPROM, 2 KB de SRAM, 23 líneas de E/S de propósito general, 32 registros de proceso general, tres temporizadores flexibles/contadores con modo de comparación, interrupciones internas y externas, programador de modo USART, una interfaz serial orientada a byte de 2 cables, SPI puerto serial, 6-canales 10-bit Conversor A/D (canales en TQFP y QFN/MLF packages), temporizador "watchdog" programable con oscilador interno, y cinco modos de ahorro de energía seleccionables por software. El dispositivo opera entre 1.8 y 5.5 voltios.
Por medio de la ejecución de poderosas instrucciones en un solo ciclo de reloj,  el dispositivo alcanza una respuesta de 1 MIPS, balanceando consumo de energía y velocidad de proceso .

## Parámetros
| PARÁMETROS                     | VALORES   |
| ------------------------------ | --------- |
| Flash                          | 32 kbytes |
| SRAM                           | 2 kbytes  |
| Cantidad Pines                 | 28        |
| Frecuencia máxima de operación | 20 MHz    |
| CPU                            | 8-bit AVR |
| Pines máximos de E/S           | 23        |
| Interrupciones internas        | 24        |
| Canales ADC                    | 8         |
| Resolución de ADC              | 10        |
| Eeprom                         | 1kbytes   |
| Canales PWM                    | 6         |
| Voltaje de operación           | 1.8-5.5 V |
| Timers                         | 3         |

## Reemplazos
Un sustituto alternativo común al ATmega328 es el ATmega328P.
Una lista bastante completa de otros integrantes de megaAvr puede ser encontrada en  Archivado el 14 de febrero de 2014 en Wayback Machine.

## Aplicaciones
Actualmente (2020) el ATmega328 se usa comúnmente en múltiples proyectos y sistemas autónomos donde se requiere un microcontrolador simple, de bajo consumo y bajo costo. Tal vez la implementación más común [cita requerida] de este chip es en la popular plataforma Arduino, en sus modelos Uno y Nano.

### Usando el ATmega328 como una alternativa a Arduino
Una guía fácil de como usar el Atmega328 como una alternativa a Arduino puede ser encontrada aquí Archivado el 26 de marzo de 2014 en Wayback Machine..
Además también se encuentra el ATmega328p (pico power) que consiste en un ahorro de energía que es tan solo una característica adicional del ATmega328 pero su funcionamiento es el mismo.
- Datos: Q4654963
- Multimedia: ATmega328 / Q4654963